# Порумбак
Порумбак (рум. Porumbac) — село у повіті Муреш в Румунії. Адміністративно підпорядковане місту Єрнут.
Село розташоване на відстані 268 км на північний захід від Бухареста, 23 км на захід від Тиргу-Муреша, 60 км на південний схід від Клуж-Напоки, 138 км на північний захід від Брашова.

## Населення
За даними перепису населення 2002 року у селі проживали 32 особи. Усі жителі села рідною мовою назвали румунську.
Національний склад населення села:
| Національність | Кількість осіб | Відсоток |
| -------------- | -------------- | -------- |
| румуни         | 21             | 65,6%    |
| цигани         | 11             | 34,4%    |